# ムハンマド・アル＝ブハーリー

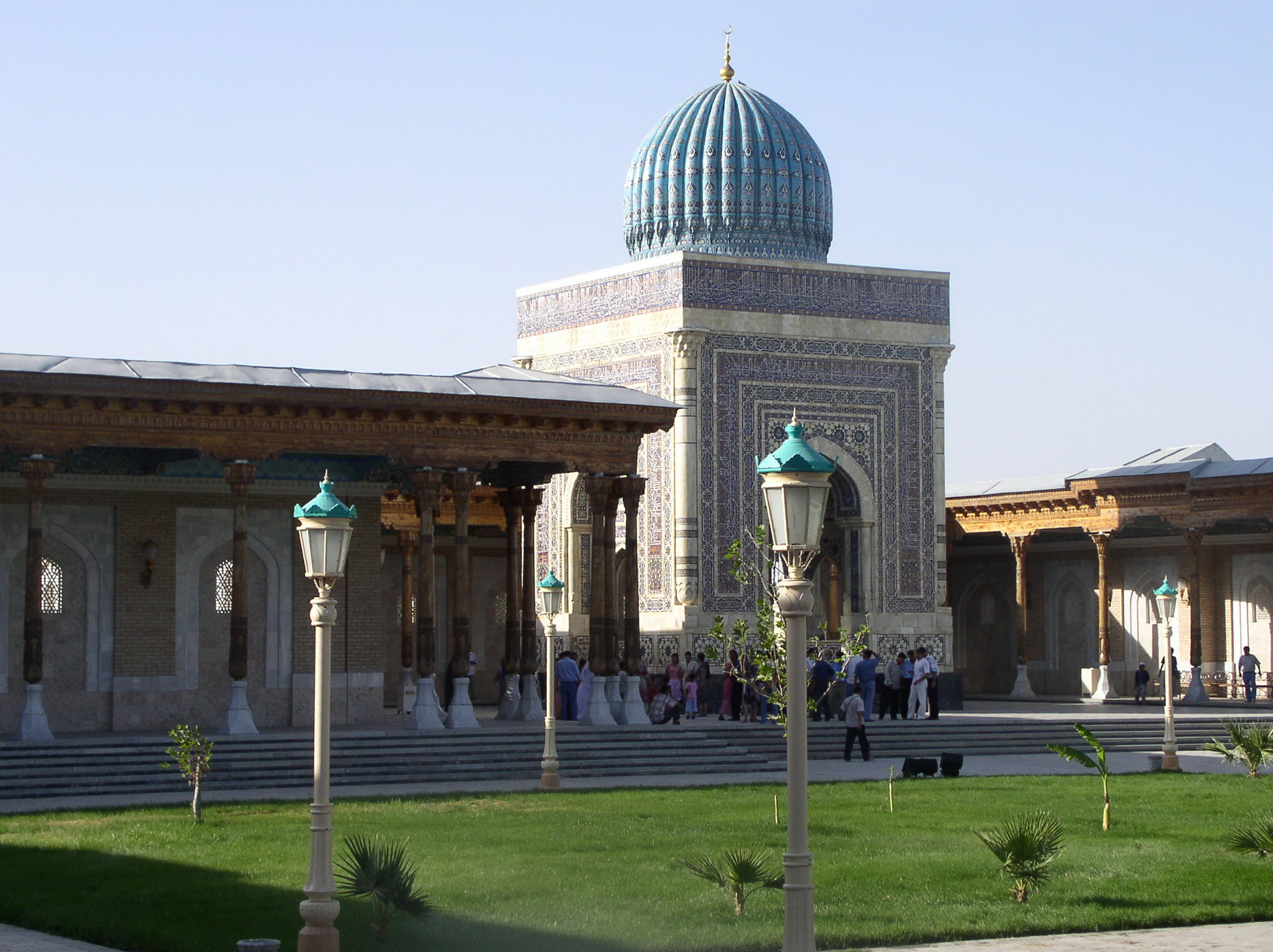
サマルカンド近郊のブハーリー廟

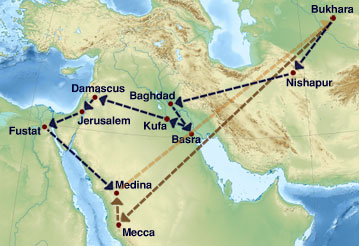
ブハーリーのハディースに関する旅行行程

ムハンマド・アル＝ブハーリーまたはアル＝ブハーリー（アラビア語 أبو عبد الله محمد بن إسماعيل بن إبراهيم بن مغيرة الجعفى البخاري Abū ‘Abd Allāh Muḥammad ibn Ismā‘īl ibn Ibrāhīm Mughīra al-Ja‘fā al-Bukhārī, 810年 - 870年）は、9世紀のイスラーム世界で活躍したハディース学者、イスラーム法学者。スンナ派ハディース集の最高峰とされる『真正集』（アル＝ジャーミウ・アッ＝サヒーフ）の編纂者である。

## 出自
ブハーリーは字義通りにはペルシア語におけるブハーラーの形容詞形であり、「ブハーラーの（人）」という意味となる。そのためムハンマド・アル＝ブハーリーは「ブハーラー出身のムハンマド」という意味である。
ブハーリーの曾祖父ムギーラはブハーラー出身のゾロアスター教徒であったといい、ブハーラーに進駐して来たアラブ人総督のマワーリーとなりムスリムに改宗したと伝えられる。

## 功績
ブハーリーの功績として最もよく知られているもののひとつに、預言者ムハンマド（およびその教友たち）の言行録であるハディースの研究があり、その成果はハディース集『真正集』（サヒーフ）として纏められた。生涯に90万ものハディースを収集した言われ、この『真正集』はブハーリーが16年かけてうち2700余りの「真正」（サヒーフ）と判断したハディースを厳選したものである。これはもっとも正確で信頼の置けるハディース集のひとつとされ、同時代人のムスリム・イブン・アル＝ハッジャージュの記した同名の『真正集』と並んでスンナ派の6大真正ハディース集の筆頭としてクルアーンに次ぐ権威を持っている。
またそのほかにも、歴史・神学・法学などに関する書物を多く著した。

## 日本語文献
- 『ハディース　イスラーム伝承集成』　牧野信也訳、中央公論社 上中下巻、1994年／中公文庫全6巻、2001年
- 牧野信也　『イスラームの原点　＜コーラン＞と＜ハディース＞』　中央公論社、1996年
- 牧野信也　『イスラームの根源をさぐる　現実世界のより深い理解のために』　中央公論新社、2005年
- モンゴメリ・ワット　『ムハンマド　預言者と政治家』　牧野信也・久保儀明訳、みすず書房、2002年、初版1970年
- 井筒俊彦　『イスラーム思想史』　新版中公文庫BIBLIO、2005年／初版岩波書店、1982年